# Платон (имя)
Плато́н (др.-греч. Πλάτων от πλᾰτύς — «широкоплечий») — мужское русское личное имя греческого происхождения.
Имя Платон характеризует человека по внешнему виду (широкоплечий). Одним из известных носителей имени был древнегреческий философ Платон. На Русь попало с христианством из Византии. Согласно В. А. Никонову, это имя было довольно редким, а к 1988 году исчезло. Однако продолжает использоваться и в XXI веке.
От имени Платон была образована фамилия Платонов, а от производной формы этого имени Платоша — Платошин.

## Именины
- Православные[1]: 18 апреля, 1 декабря.
- Католические[6]: 4 апреля, 22 июля.

## Иноязычные варианты
- англ. Plato[7]
- бел. Платон[8]
- болг. Платон[8]
- серб. Платон[8]
- укр. Платон[8]
- чеш. Platon[8]